# Aranyosapáti
Aranyosapáti (hongrois : Aranyosapáti [ˈɒrɒɲoʃɒpaːti]) est une localité hongroise située dans le comitat de Szabolcs-Szatmár-Bereg. Aranyosapáti est née en 1950 de la fusion de Kopócsapáti et Révaranyos.

## Site et localisation

### Topographie et hydrographie
Située dans la partie nord-est du comitat, Aranyosapáti se trouve sur la rive gauche de la Tisza, à environ 12 kilomètres au nord de Vásárosnamény. Le village est entouré de plusieurs localités, notamment Újkenéz au nord, Tiszaadony au nord-est et Tiszavid au sud-est. Plus au sud, Gyüre marque la transition vers les terres plus basses, tandis que Lövőpetri, Nyírlövő et Tornyospálca s'étendent à l'ouest et au nord-ouest.

## Histoire
Aranyosapáti est née en 1950 de la fusion de Kopócsapáti et Révaranyos. Ce dernier était lui-même issu de la réunion, à la fin du XVIIe siècle, de deux villages médiévaux distincts, Aranyos et Bács.
Le nom de la localité évoque son passé en tant qu'ancien domaine monastique. La première mention écrite d'Apáti remonte à 1316, lorsqu'Étienne Ier de Hongrie confisqua ces terres à leurs propriétaires et les attribua aux fils d'Egyed Kállai.
Les archives historiques font apparaître le nom de Bács pour la première fois en 1331, tandis que celui d'Aranyos apparaît en 1448. Ces villages changèrent souvent de propriétaires, appartenant successivement aux Várday, aux Upory et aux Eördögh.
Durant la période ottomane, la population connut une forte diminution en raison des conflits et de l'instabilité. Au XVIIIe siècle, de nouveaux habitants, notamment d'origine russe, vinrent s'installer dans la localité, contribuant à sa recomposition démographique.

## Population

### Minorités culturelles et religieuses
En 2001, la population d'Aranyosapáti était composée de 87 % de Hongrois et 13 % de Roms.
Lors du recensement de 2011, la répartition ethnique indiquait 90,2 % de Hongrois, 38,6 % de Roms (du fait des identités multiples, le total peut dépasser 100 %), et 0,3 % d'Ukrainiens, tandis que 9,5 % des habitants n'ont pas déclaré leur nationalité. Concernant l'appartenance religieuse, 18,6 % se déclaraient catholiques romains, 36 % réformés, 23,4 % grecs-catholiques, tandis que 5,9 % se disaient sans confession (13,1 % n'ont pas répondu).
En 2022, la part des Hongrois s'élevait à 92,8 %, tandis que 17,5 % des habitants se déclaraient Roms. La localité comptait aussi 0,4 % d'Allemands, 0,3 % d'Ukrainiens, et de plus petites communautés croates, grecs et arméniens. Une fraction de 0,5 % appartenait à une autre nationalité étrangère non précisée, et 7,2 % des habitants n'ont pas déclaré leur appartenance ethnique.
Concernant la répartition religieuse, 9,6 % se déclaraient catholiques romains, 28,2 % réformés, 17,1 % grecs-catholiques, 3,6 % autres chrétiens, tandis que 7,9 % se déclaraient sans confession (33,5 % n'ont pas répondu).

## Équipements

### Réseaux extra-urbains
Le réseau routier permet d'accéder à Aranyosapáti depuis plusieurs directions. La route 4109, en provenance de Kisvárda ou de Tiszaadony, impose une traversée en bac sur la Tisza, ajoutant un caractère particulier aux déplacements. La route 4115 relie quant à elle la localité à Vásárosnamény–Gyüre et Újkenéz, offrant une autre alternative d'accès.
Le transport ferroviaire est assuré par la ligne Mátészalka–Záhony, avec un arrêt à Aranyosapáti, situé légèrement au sud du croisement avec la route 4109. L'accès à cette halte se fait par une route secondaire qui se détache du tracé principal, garantissant une connexion avec les axes routiers environnants.

## Patrimoine local
L'église grecque-catholique Saint-Nicolas, construite au XVIIIe siècle, est un bel exemple d'architecture baroque. Elle témoigne de l'importante communauté grecque-catholique qui s'est implantée dans la région. L'église catholique romaine de l'Assomption, édifiée dans un style baroque tardif, est un autre monument religieux marquant du village.
Le château Újhelyi, construit en 1725, est l'un des plus anciens bâtiments de la localité. Cet édifice se distingue par son architecture sobre et élégante, caractéristique des résidences nobles du XVIIIe siècle en Hongrie.
Aranyosapáti abrite également plusieurs espaces commémoratifs situés dans le jardin de la Maison de la culture, au 60, rue Sándor Petőfi. Le Parc commémoratif de l'Ordre de la Culture (Kultúra Lovagrendje Emlékparkja) rend hommage aux figures ayant contribué à la préservation du patrimoine culturel. À proximité, la Porte de la solidarité sans frontières (Határtalan összefogás kapuja) symbolise l'unité entre les différentes communautés et générations.

## Personnalités liées à la localité

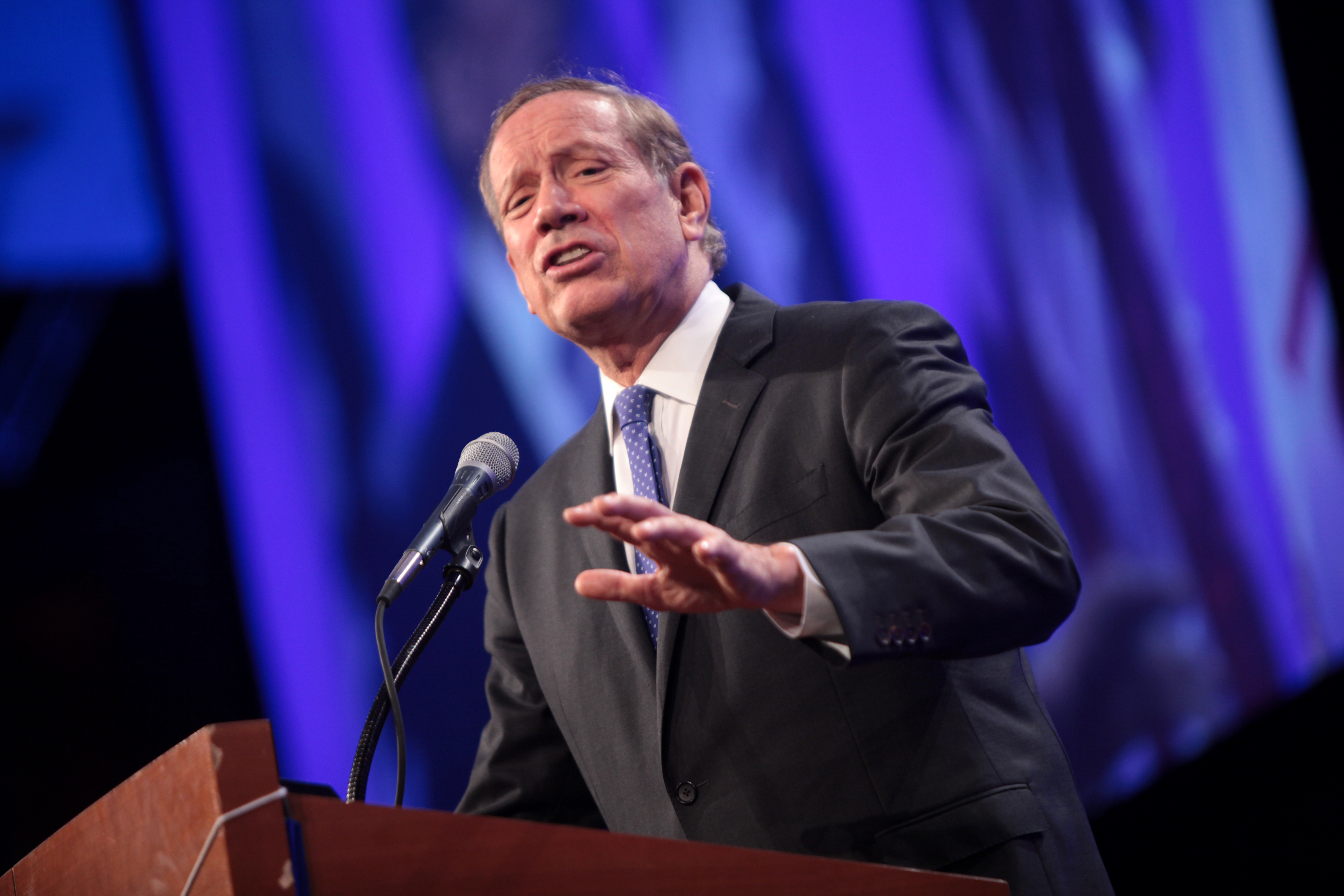
George E. Pataki.

George E. Pataki, ancien gouverneur de l'État de New York, a des origines familiales à Aranyosapáti, son grand-père ayant émigré d'ici vers les États-Unis.